# Történeti Kézikönyvek
A Történeti Kézikönyvek egy magyar nyelvű tudományos-ismeretterjesztő jellegű könyvsorozat volt a 19. század végén. A sorozat kötetei a következők voltak:
- I. Diffa C. A. A görög nép története. Angolból. (117 l.) 1879.
- II. Jebb R. C. A görögök irodalomtörténete. Angolból ford. Fináczy E. (172 l.) 1880.
- III. Creighton M. A római nép története. Angolból. 10 történeti térképpel. (118 l.) 1880.
- IV. Mahaffy I. P. Ó-görög élet. (Görög régiségek.) 7 képpel. (84 l.) 1881.
- V. Wilkins A. S. A német nép története. Angolból ford. Angyal Dávid. (IV, 104 l.) 1881.
- VI. James Sime. A német nép története. Angolból ford. Angyal Dávid. (IV, 139 l.) 1881.
- VII. James Sime. A német irodalom története. Angolból ford. Angyal Dávid. (IV, 188 lap.) 1882.
- VIII. Higginson W: Tamás. Az észak-amerikai egyesült államok története. Angolból. I. rész. Az ősidőktől az amerikai szabadságharczig. 1 történeti térképpel. (108 l.) 1883.
- IX. Sygmonds J. a. és Bartoli A. Az olasz nép és irodalom története. (156 lap.) 1883.
- X. Sebestyén Gyula. Az őskor története. (109 l.) 1883.
- XI. Ménárd René. Az ó-kori müvészet története. Francziából. (II, 164 l.) 1885.
- XII. Higginson W. Tamás. Az észak-amerikai egyesült államok története. Angolból. II. rész. A szabadságharcztól 1875-ig. (133 l.) 1885.
- XIII. Wellhausen J. Izrael népének története Jeruzsálem második pusztulásáig. Forditotta Kardos Albert. (8-r. VI és 164 l.) 1886.
- XIV. Tozer H. E. Ó-kori földrajz. Angolból forditott Laukó Albert. (118 l.) 1890.

## Képtár
- Korabeli hirdetés